# Bruce Kulick
Bruce Howard Kulick (* 12. prosinec 1953 v New Yorku) je americký kytarista, hudebník a člen skupiny Grand Funk Railroad. V letech 1984–1996 hrál ve skupině Kiss.

## Bruce Kulick Band
Je to americká rocková skupina kytaristy Bruce Kulicka hrající písně KISS z období 1981–1992.

#### Současní
- Bruce Kulick – sólová kytara (2017–dosud)
- Todd Kerns – zpěv, rytmická kytara (2018–dosud), baskytara (2017–2018)
- Brent Fitz – bicí, doprovodný zpěv (2017–dosud)
- Zach Throne – baskytara, doprovodný zpěv (2018–dosud)

#### Bývalí
- Bob Kulick – rytmická kytara (2017–2018)
- Eric Singer – bicí (host: 2022)

## Diskografie

### Mike Katz, Guy Bois
- KKB 1974 (1974)

### Billy Squier
- Tale of the Tape (1980)

### Blackjack
- Blackjack (1979)
- Worlds Apart (1980)

### The Good Rats
- Great American Music (1981)

### Northern Light Orchestra
- Spirit of Christmas (2009)

### Michael Bolton
- Michael Bolton (1983)
- Everybody's Crazy (1985)

### KISS
- Animalize Live Uncensored (1985)
- Asylum (1985)
- Crazy Nights (1987)
- Crazy Nights (video) (1987)
- Exposed (1987)
- Chikara (1988)
- Smashes, Thrashes & Hits (1988)
- Hot in the Shade (1989)
- Revenge (1992)
- X-treme Close-Up (1992)
- Kiss Konfidential (1993)
- Alive III (1993)
- Kiss My Ass: The Video (1994)
- Kiss Unplugged (1996)
- Carnival of Souls: The Final Sessions (1997)
- The Box Set (2001)
- The Very Best of Kiss (2002)
- The Best of Kiss, Volume 2: The Millennium Collection (2004)
- The Best of Kiss, Volume 3: The Millennium Collection (2006)
- Kissology Volume Two: 1978–1991 (2007)
- Kissology Volume Three: 1992–2000 (2007)

### Union
- Union (1998)
- Live in the Galaxy (1999)
- The Blue Room (2000)
- Do Your Own Thing DVD – Live(2005)

### Eric Singer Project
- Lost & Spaced (1998)
- ESP (1999)
- Live In Japan (2006)
- Live at the Marquee DVD (2006)

### Sólová diskografie
- Audio Dog (2001)
- Transformer (2003)
- BK3 (2010)